# TMM-6
TMM-6 est un véhicule pontonnier russe sur véhicule porteur MZKT-7930.

## Galerie d'images

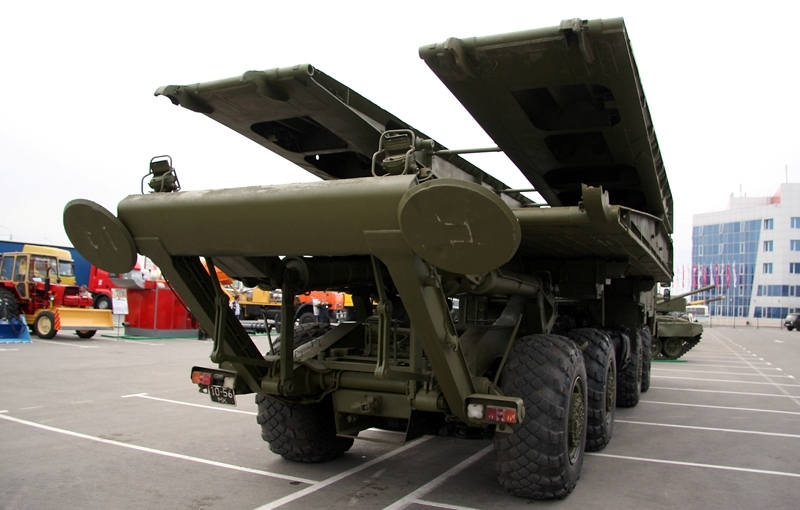
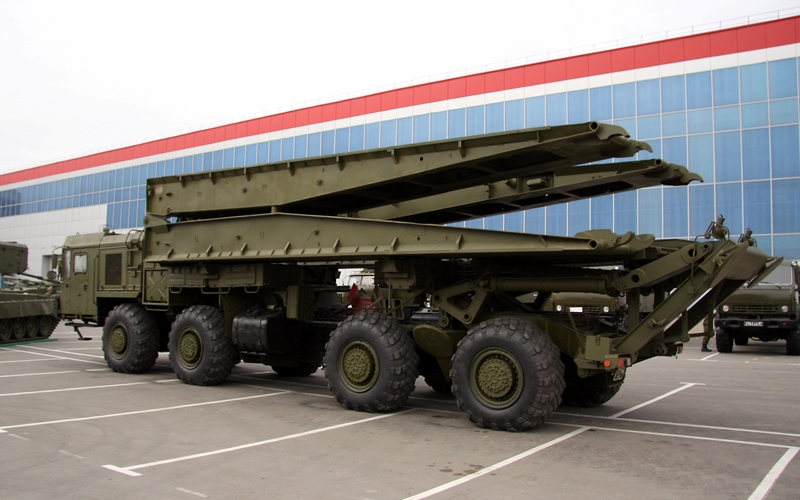
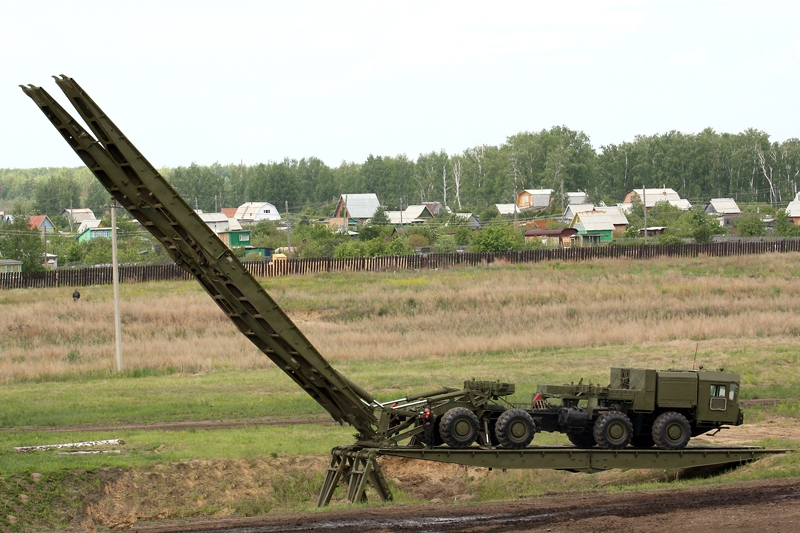